# Sannikovo (kraï de l'Altaï)
 (mai 2024).
Sannikovo (en russe : Са́нниково), est un village de l'établissement rural de Sannikovo du raïon de Pervomaïskoïe du kraï de l'Altaï, en Russie sibérienne. Sa population s'élevait à 3 832 habitants au recensement de 2021.

## Géographie
Le village de Sannikovo se situe dans le kraï de l'Altaï, un kraï de Sibérie méridionale, en Russie, qui fait partie du district fédéral sibérien. Le village fait partie du raïon de Pervomaïskoïe, un raïon du kraï, avec Pervomaïskoïe comme centre administratif. Il fait partie de l'établissement rural de Sannikovo, une municipalité, dont il est le chef-lieu.  
Sannikovo, comme tout le kraï de l'Altaï, est située dans le fuseau horaire MSK+4 (heure de Krasnoïarsk). Le décalage horaire appliqué par rapport au temps universel coordonné est +07:00.

## Démographie
Recensements (*) et estimations de la population,,,,:
| 1763 | 1859 | 1880 | 1893 | 1897 | 1899 |
| ---- | ---- | ---- | ---- | ---- | ---- |
| 181  | 348  | 477  | 616  | 800  | 850  |

| 1911  | 1926* | 2002 * | 2010* | 2021* | - |
| ----- | ----- | ------ | ----- | ----- | - |
| 2 375 | 2 303 | 2 458  | 2 612 | 3 832 | - |